# Lituania ai Giochi della XXIX Olimpiade
La Lituania ha partecipato ai Giochi della XXIX Olimpiade di Pechino, svoltisi dall'8 al 24 agosto 2008, con una delegazione di 71 atleti.

## Medaglie
| Medaglia | Atleta                 | Sport              | Evento                       |
| -------- | ---------------------- | ------------------ | ---------------------------- |
| Argento  | Gintarė Volungevičiūtė | Vela               | Laser Radial class femminile |
| Argento  | Edvinas Krungolcas     | Pentathlon moderno | Gara maschile                |
| Bronzo   | Mindaugas Mizgaitis    | Lotta greco-romana | 120 kg maschile              |
| Bronzo   | Virgilijus Alekna      | Atletica leggera   | Lancio del disco maschile    |
| Bronzo   | Andrejus Zadneprovskis | Pentathlon moderno | Gara maschile                |

## Atletica leggera
| Gara                 | Atleta           | Batterie | Batterie | Quarti  | Quarti | Semifinali | Semifinali | Finale | Finale |
| Gara                 | Atleta           | Tempo    | Pos.     | Tempo   | Pos.   | Tempo      | Pos.       | Tempo  | Pos.   |
| -------------------- | ---------------- | -------- | -------- | ------- | ------ | ---------- | ---------- | ------ | ------ |
| 800 m maschili       | Vitalij Kozlov   |          |          | 1'48"96 | 6      |            |            |        |        |
| 100 m femminili      | Lina Grinčikaitė | 11"43    | 3        | 11"33   | 2      | 11"50      | 6          |        |        |
| 800 m femminili      | Eglė Balčiūnaitė |          |          | 2'00"15 | 4      | 2'02"59    | 7          |        |        |
| 3000 siepi femminili | Rasa Troup       |          |          |         |        | 9'30"21    | 8          |        |        |

| Gara                   | Atleta               | Tempo        | Posizione    |
| ---------------------- | -------------------- | ------------ | ------------ |
| Marcia 20 km maschile  | Marius Žiūkas        | 1h 25'36"    | 35           |
| Marcia 50 km maschile  | Darius Škarnulis     | squalificato | squalificato |
| Marcia 50 km maschile  | Tadas Šuškevičius    | 4h 02'45"    | 32           |
| Marcia 50 km maschile  | Donatas Škarnulis    | non concluso | non concluso |
| Marcia 20 km femminile | Sonata Milušauskaitė | 1h 30'26"    | 12           |
| Marcia 20 km femminile | Kristina Saltanovič  | 1h 31'03"    | 19           |
| Maratona femminile     | Živilė Balčiūnaitė   | 2h 29'33"    | 12           |
| Maratona femminile     | Rasa Drazdauskaitė   | 2h 35'09"    | 37           |

| Gara                      | Atleta             | Qualificazioni | Qualificazioni | Finale  | Finale |
| Gara                      | Atleta             | Misura         | Pos.           | Misura  | Pos.   |
| ------------------------- | ------------------ | -------------- | -------------- | ------- | ------ |
| Lancio del disco maschile | Virgilijus Alekna  | 65,84 m        | 2              | 67,79 m |        |
| Salto in alto femminile   | Karina Vnukova     | 1,85 m         | 11             |         |        |
| Lancio del disco          | Zinaida Sendriūtė  | 54,81 m        | 33             |         |        |
| Lancio del giavellotto    | Inga Stasiulionytė | 55,66 m        | 32             |         |        |

| Prova                  | Austra Skujytė | Austra Skujytė | Austra Skujytė | Viktorija Žemaitytė | Viktorija Žemaitytė | Viktorija Žemaitytė |
| Prova                  | Risultato      | Punti          | Pos.           | Risultato           | Punti               | Pos.                |
| ---------------------- | -------------- | -------------- | -------------- | ------------------- | ------------------- | ------------------- |
| 100 metri ostacoli     | 14"46          | 914            | 38             | 14"44               | 917                 | 37                  |
| Salto in alto          | 1,77 m         | 941            | 13             | 1,74 m              | 903                 | 26                  |
| Getto del peso         | 17,02 m        | 997            | 2              | 14,01 m             | 795                 | 12                  |
| 200 metri              | 25"40          | 850            | 31             | 25"06               | 881                 | 27                  |
| Salto in lungo         | nessuna misura | 0              | -              | nessuna misura      | 0                   | -                   |
| Lancio del giavellotto | non partita    | non partita    | non partita    | non partita         | non partita         | non partita         |
| 800 metri              | non partita    | non partita    | non partita    | non partita         | non partita         | non partita         |
| Totale                 |                | non concluso   | non concluso   |                     | non concluso        | non concluso        |

## Badminton
| Gara              | Atleta              | Turno 1                                       | Sedicesimi                                   | Ottavi                                    | Quarti | Semifinali | Finale |
| ----------------- | ------------------- | --------------------------------------------- | -------------------------------------------- | ----------------------------------------- | ------ | ---------- | ------ |
| Singolo maschile  | Kęstutis Navickas   | Pablo Abián (Spagna) 2-1 (23-21, 12-21, 21-9) | Stanislav Pukhov (Russia) 2-0 (21-12, 21-17) | Chong Wei Lee (Malaysia) 0-2 (5-21, 7-21) |        |            |        |
| Singolo femminile | Akvilė Stapušaitytė | bye                                           | Tine Rasmussen (Danimarca) 0-2 (6-21, 8-21)  |                                           |        |            |        |

## Canoa/kayak
| Gara              | Atleta                             | Batterie | Batterie | Semifinali | Semifinali | Finale | Finale |
| Gara              | Atleta                             | Tempo    | Pos.     | Tempo      | Pos.       | Tempo  | Pos.   |
| ----------------- | ---------------------------------- | -------- | -------- | ---------- | ---------- | ------ | ------ |
| C2 500 m maschile | Tomas Gadeikis Raimundas Labuckas  | 1'42"803 | 4        | 1'43"299   | 4          |        |        |
| K2 500 m maschile | Egidijus Balčiūnas Alvydas Duonėla | 1'31"232 | 5        | 1'32"887   | 5          |        |        |

## Canottaggio
| Gara    | Atleta              | Batterie | Batterie | Quarti/ Ripescaggi | Quarti/ Ripescaggi | Semifinali | Semifinali | Finale   | Finale       |
| Gara    | Atleta              | Tempo    | Pos.     | Tempo              | Pos.               | Tempo      | Pos.       | Tempo    | Pos.         |
| ------- | ------------------- | -------- | -------- | ------------------ | ------------------ | ---------- | ---------- | -------- | ------------ |
| Singolo | Mindaugas Griškonis | 7'28"05  | 2        | 6'54"47            | 2                  | 7'20"32    | 6          | 7'09"323 | 2 (finale B) |

## Ciclismo

### Su pista
| Gara                  | Atleta               | Qualificazione | Qualificazione | Secondo turno | Secondo turno                       | Finale | Finale     |
| Gara                  | Atleta               | Tempo          | Pos.           | Tempo         | Avversario                          | Tempo  | Avversario |
| --------------------- | -------------------- | -------------- | -------------- | ------------- | ----------------------------------- | ------ | ---------- |
| Individuale femminile | Svetlana Pauliukaitė | 3'45"691       | 12             |               |                                     |        |            |
| Individuale femminile | Vilija Sereikaitė    | 3'36"063       | 6              | 3'36"808      | Lesya Kalitovska (Ucraina) 3'31"785 |        |            |

| Velocità femminile | Simona Krupeckaitė | 11"222 | 5 | Jennie Reed (Stati Uniti) Perso (11"955) Prima nei ripescaggi (12"123 | Victoria Pendleton (Gran Bretagna) Perso (11"389) |  |  |  |  |

| Gara                    | Atleta               | Punti | Pos. |
| ----------------------- | -------------------- | ----- | ---- |
| Corsa a punti femminile | Svetlana Pauliukaitė | 2     | 12   |

### Su strada
| Gara                     | Atleta                 | Tempo     | Posizione |
| ------------------------ | ---------------------- | --------- | --------- |
| Corsa in linea maschile  | Dainius Kairelis       | 6h 39'42" | 74        |
| Corsa in linea maschile  | Ignatas Konovalovas    | 6h 26'17" | 29        |
| Corsa in linea femminile | Edita Pučinskaitė      | 3h 32'45" | 9         |
| Corsa in linea femminile | Jolanta Polikevičiūtė  | 3h 32'45" | 12        |
| Corsa in linea femminile | Modesta Vžesniauskaitė | 3h 33'17" | 27        |
| Cronometro femminile     | Edita Pučinskaitė      | 38'55"37  | 23        |

## Ginnastica

### Ginnastica artistica
| Gara                     | Atleta            | Volteggio | Corpo libero | Cavallo con maniglie | Anelli | Parallele | Sbarra | Trave  | Totale | Posizione | Finali  |
| ------------------------ | ----------------- | --------- | ------------ | -------------------- | ------ | --------- | ------ | ------ | ------ | --------- | ------- |
| Qualificazioni femminili | Jelena Zanevskaya | 13"875    | 13"350       |                      |        | 13"375    |        | 13"350 | 53"950 | 54        | nessuna |

## Judo
| Gara  | Atleta        | Tabellone principale                | Tabellone principale | Tabellone principale | Tabellone principale | Tabellone principale | Ripescaggi | Ripescaggi | Ripescaggi | Ripescaggi |
| Gara  | Atleta        | Sedicesimi                          | Ottavi               | Quarti               | Semifinali           | Finale               | 1º turno   | Quarti     | Semifinali | Finale     |
| ----- | ------------- | ----------------------------------- | -------------------- | -------------------- | -------------------- | -------------------- | ---------- | ---------- | ---------- | ---------- |
| 60 kg | Albert Techov | Javier Guédez (Venezuela) 0000-1000 |                      |                      |                      |                      |            |            |            |            |

## Lotta
| Gara   | Atleta                   | Tabellone principale                     | Tabellone principale                | Tabellone principale                | Tabellone principale | Tabellone principale | Ripescaggi | Ripescaggi                                | Ripescaggi                             |  |
| Gara   | Atleta                   | Sedicesimi                               | Ottavi                              | Quarti                              | Semifinali           | Finale               | Quarti     | Semifinali                                | Finale                                 |  |
| ------ | ------------------------ | ---------------------------------------- | ----------------------------------- | ----------------------------------- | -------------------- | -------------------- | ---------- | ----------------------------------------- | -------------------------------------- |  |
| 66 kg  | Aleksandras Kazakevičius | Mikhail Siamionau (Bielorussia) 1-1, 1-1 |                                     |                                     |                      |                      |            |                                           |                                        |  |
| 74 kg  | Valdemaras Venckaitis    | bye                                      | Sixto Barrera (Perù) 2-1, 1-1, 1-1  |                                     |                      |                      |            |                                           |                                        |  |
| 96 kg  | Mindaugas Ežerskis       | Ghasem Rezaei (Iran) 1-1, 1-2, 1-1       | Mehmet Özal (Turchia) 2-2, 2-1, 3-1 | Aslanbek Khushtov (Russia) 0-4, 0-5 |                      |                      |            | Asset Mambetov (Kazakistan) 2-1, 1-1, 1-3 |                                        |  |
| 120 kg | Mindaugas Mizgaitis      | bye                                      | Rıza Kayaalp (Turchia) 1-1, 3-1     | Khasan Baroev (Russia) 1-2, 0-3     |                      |                      |            | Masoud Hashem Zadeh (Iran) 1-1, 1-1, 2-1  | Yannick Szczepaniak (Francia) 2-1, 2-1 |  |

## Nuoto
| Gara               | Atleta                | Batterie | Batterie | Semifinali | Semifinali | Finale | Finale |
| Gara               | Atleta                | Tempo    | Pos.     | Tempo      | Pos.       | Tempo  | Pos.   |
| ------------------ | --------------------- | -------- | -------- | ---------- | ---------- | ------ | ------ |
| 50 m stile libero  | Rolandas Gimbutis     | 24"36    | 58       |            |            |        |        |
| 100 m stile libero | Paulius Viktoravičius | 49"27    | 28       |            |            |        |        |
| 200 m stile libero | Saulius Binevičius    | 1'51"80  | 47       |            |            |        |        |
| 100 m dorso        | Vytautas Janušaitis   | 55"65    | 32       |            |            |        |        |
| 100 m rana         | Giedrius Titenis      | 1'00"11  | 6        | 1'00"66    | 12         |        |        |
| 200 m rana         | Edvinas Dautartas     | 2'13"11  | 31       |            |            |        |        |
| 100 m farfalla     | Rimvydas Šalčius      | 52"90    | 34       |            |            |        |        |
| 200 m misti        | Vytautas Janušaitis   | 1'59"63  | 11       | 2'00"76    | 15         |        |        |

| Gara              | Atleta             | Batterie | Batterie | Semifinali | Semifinali | Finale | Finale |
| Gara              | Atleta             | Tempo    | Pos.     | Tempo      | Pos.       | Tempo  | Pos.   |
| ----------------- | ------------------ | -------- | -------- | ---------- | ---------- | ------ | ------ |
| 50 m stile libero | Rugilė Mileišytė   | 26"19    | 39       |            |            |        |        |
| 200 m rana        | Raminta Dvariškytė | 2'33"32  | 35       |            |            |        |        |

## Pallacanestro

### Torneo maschile
La nazionale lituana si è qualificata per i Giochi grazie al terzo posto ottenuto nel campionato europeo del 2007.

#### Squadra
La squadra era formata da:
- Rimantas Kaukėnas (playmaker)
- Mindaugas Lukauskis (guardia tiratrice)
- Jonas Mačiulis (ala piccola)
- Darjuš Lavrinovič (centro
- Ramūnas Šiškauskas (capitano, swingman)
- Marius Prekevičius (guardia)
- Simas Jasaitis (swingman)
- Linas Kleiza (ala)
- Kšyštof Lavrinovič (ala-centro)
- Šarūnas Jasikevičius (playmaker)
- Marijonas Petravičius (ala-centro)
- Robertas Javtokas (centro)

#### Prima fase
| Data      | Ora locale | Squadra   | Punteggio | Squadra   | Referto |
| --------- | ---------- | --------- | --------- | --------- | ------- |
| 10 agosto | 16:45      | Lituania  | 79 - 75   | Argentina | ref     |
| 12 agosto | 09:00      | Iran      | 67 - 99   | Lituania  | ref     |
| 14 agosto | 16:45      | Lituania  | 86 - 79   | Russia    | ref     |
| 16 agosto | 14:30      | Croazia   | 73 - 86   | Lituania  | ref     |
| 18 agosto | 11:15      | Australia | 106 - 75  | Lituania  | ref     |

| Squadra   | P | V | P | PF  | PS  | Diff. |
| --------- | - | - | - | --- | --- | ----- |
| Lituania  | 9 | 4 | 1 | 425 | 400 | +25   |
| Argentina | 9 | 4 | 1 | 334 | 282 | +64   |
| Croazia   | 8 | 3 | 2 | 399 | 380 | +19   |
| Australia | 8 | 3 | 2 | 457 | 405 | +52   |
| Russia    | 6 | 1 | 4 | 387 | 406 | -19   |
| Iran      | 5 | 0 | 5 | 323 | 464 | -141  |

#### Seconda fase
Quarti di finale
| Arbitri: | Nikolaos Pitsilkas Eddie Rush Michael Aylen |

|                 |          |        |
| Jasikevičius 23 | Punti    | 19 Yao |
| Jasikevičius 6  | Assist   | 3 Yao  |
| Kleiza 7        | Rimbalzi | 9 Yi   |

Semifinale
| Arbitri: | Nikolaos Pitsilkas Reynaldo Mercedes Cristiano Maranho |

|             |          |                           |
| P. Gasol 19 | Punti    | 19 Jasaitis, Jasikevičius |
| Rubio 4     | Assist   | 6 Jasikevičius            |
| Jiménez 7   | Rimbalzi | 8 Jasaitis                |

Finale per il bronzo
| Arbitri: | Eddie Rush Jose Carrion Fabio Facchini |

|            |          |                             |
| Delfino 20 | Punti    | 15 Šiškauskas               |
| Prigioni 7 | Assist   | 3 Jasikevičius              |
| Delfino 10 | Rimbalzi | 6 K. Lavrinovič, Šiškauskas |

## Pentathlon moderno
| Gara      | Atleta                 | Tiro  | Tiro  | Scherma  | Scherma | Nuoto   | Nuoto | Equitazione | Equitazione | Corsa    | Corsa | Punteggio totale | Posizione |
| Gara      | Atleta                 | Punti | Punt. | Vittorie | Punt.   | Tempo   | Punt. | Punti       | Punt.       | Tempo    | Punt. | Punteggio totale | Posizione |
| --------- | ---------------------- | ----- | ----- | -------- | ------- | ------- | ----- | ----------- | ----------- | -------- | ----- | ---------------- | --------- |
| Maschile  | Edvinas Krungolcas     | 185   | 1156  | 21       | 904     | 2'07"63 | 1272  | 70"89       | 1144        | 9'42"65  | 1072  | 5548             |           |
| Maschile  | Andrejus Zadneprovskis | 182   | 1120  | 15       | 760     | 2'02"27 | 1336  | 75"20       | 1168        | 9'25"00  | 1140  | 5524             |           |
| Femminile | Laura Asadauskaitė     | 175   | 1036  | 17       | 808     | 2'20"57 | 1236  | 67"38       | 1088        | 10'13"76 | 1268  | 5436             | 13        |
| Femminile | Donata Rimšaitė        | 175   | 1036  | 12       | 688     | 2'21"76 | 1220  | 68"94       | 1200        | 10'18"94 | 1248  | 5392             | 15        |

## Pugilato
| Gara                | Atleta                | Sedicesimi                              | Ottavi                            | Quarti                          | Semifinali | Finale |
| ------------------- | --------------------- | --------------------------------------- | --------------------------------- | ------------------------------- | ---------- | ------ |
| Pesi welter leggeri | Egidijus Kavaliauskas | Alexis Vastine (Francia) 2-13           |                                   |                                 |            |        |
| Pesi mediomassimi   | Daugirdas Semiotas    | Yerkebulan Shynaliyev (Kazakistan) 3-11 |                                   |                                 |            |        |
| Pesi supermassimi   | Jaroslavas Jakšto     |                                         | Onoriode Ohwarieme (Nigeria) 11-1 | David Price (Gran Bretagna) RSC |            |        |

## Sollevamento pesi
| Gara   | Atleta | Strappo | Strappo | Slancio | Slancio | Totale       | Posizione    |
| Gara   | Atleta | Ris.    | Pos.    | Ris.    | Pos.    | Totale       | Posizione    |
| ------ | ------ | ------- | ------- | ------- | ------- | ------------ | ------------ |
| 105 kg |        | 180     | 10      | 0       | -       | non concluso | non concluso |

## Tennis tavolo
| Gara              | Atleta            | Preliminari                                            | Turno 1                                                                     | Turno 2                                                                  | Turno 3 | Turno 4 | Quarti | Semifinali | Finale |
| ----------------- | ----------------- | ------------------------------------------------------ | --------------------------------------------------------------------------- | ------------------------------------------------------------------------ | ------- | ------- | ------ | ---------- | ------ |
| Singolo femminile | Rūta Paškauskienė | Mariany Nonaka (Brasile) 4-0 (11-3, 11-6, 15-13, 11-3) | Yong Kim Mi (Corea del Nord) 4-3 (11-5, 9-11, 3-11, 11-5, 11-5, 6-11, 11-5) | Krisztina Tóth (Ungheria) 3-4 (11-8, 5-11, 8-11, 6-11, 11-4, 11-6, 3-11) |         |         |        |            |        |

## Tiro
| Gara | Atleta               | Qualificazioni | Qualificazioni | Finale    | Finale       | Finale |
| Gara | Atleta               | Punteggio      | Pos.           | Punteggio | Punt. totale | Pos.   |
| ---- | -------------------- | -------------- | -------------- | --------- | ------------ | ------ |
| Trap | Daina Gudzinevičiūtė | 69             | 5              | 17        | 86           | 5      |

## Vela
| Gara                         | Atleta                 | Regata | Regata | Regata | Regata | Regata | Regata | Regata | Regata | Regata | Regata     | Regata | Punteggio | Pos. |
| Gara                         | Atleta                 | 1      | 2      | 3      | 4      | 5      | 6      | 7      | 8      | 9      | 10         | M      | Punteggio | Pos. |
| ---------------------------- | ---------------------- | ------ | ------ | ------ | ------ | ------ | ------ | ------ | ------ | ------ | ---------- | ------ | --------- | ---- |
| Laser Radial class femminile | Gintarė Volungevičiūtė | 3      | 13     | 8      | 1      | 1      | 4      | 21     | 6      | 4      | cancellata | 1      | 42        |      |